# Chourmo
 (juillet 2013).
Si vous disposez d'ouvrages ou d'articles de référence ou si vous connaissez des sites web de qualité traitant du thème abordé ici, merci de compléter l'article en donnant les références utiles à sa vérifiabilité et en les liant à la section « Notes et références ».
Albums de Massilia Sound System
Parla Patois
(1992) Commando Fada
(1995)
Chourmo est un album de Massilia Sound System, sorti en 1993.

## Pistes
- 1. Aqui...
- 2. Disem fasem
- 3. Vetz T.
- 4. Bus de nuit
- 5. Lo trobar reven
- 6. Tafanari
- 7. À la comedia provençale
- 8. Electronaria
- 9. Trobador
- 10. Tribute to Peire Vidal
- 11. La chanson du Moussu
- 12. Qu'elle est bleue
- 13. Ara que per riddim...
- 14. Le son des raggas
- 15. Lyrics à verse
- 16. Chourmo !
- 17. Disetz fasetz (dub).